# Threneta
Threneta là một chi bướm đêm thuộc họ Geometridae.